# Пепино мозаик вирус
Пепино мозаик вирус је добио име по врсти Solanum muricatum, биљци "пепино", са које је вирус први пут изолован.

## Распрострањеност
Африка (Јужноафричка Република), Америка (Канада, Чиле, Мексико, Перу, САД), Азија (Сирија), Европа (Аустрија, Белгија, Бугарска, Кипар, Данска, Француска, Немачка, Мађарска, Италија, Шпанија, Велика Британија). Ради спречавања интродукције и ширења вируса и болести на територији Европске уније, Европска комисија је донела одлуку о стављању пепино мозаик вируса на А2 алерт листу (no 369, 2004/200/EC).

## Физичке и хемијске карактеристике, грађа вируса
Има кончасте честице дужине 510 nm, ширине 12,5 nm. Протеински омотач је саграђен од једног полипептида. Геном је једноделан, ss (+) RNK са полиаденилним завршетком на 3' крају. Утврђено је више сојева вируса, оригинални изолат из Перуа (LP), европски (EU), амерички (US1 и US2) и чилеански (CH2).

## Круг домаћина
У Европи је од овог вируса и болести највише угрожен парадајз, а осетљиве биљке према овом вирусу су и друге биљке из породице Solanaceae кромпир, патлиџан и дуван. Са овим вирусом је вештачки заражен и краставац. Утврђен је на татули, као и на другим коровским врстама.

## Патогенеза
Није познат вектор вируса. Лако се преноси механички путем директног контакта оболелих и здравих биљака, као и активношћу човека. На семену је детектован у ниском проценту. Постоји могућност да опрашивачи бумбари  (из рода Bombus) имају улогу у преношењу вируса.

## Симптоматологија и економски значај
На парадајзу симптоми болести подсећају на оштећења од хербицида. Вршни део биљака закржљава. Лиске су сужене и клобучаве, са жутим пегама и мрљама, може доћи и до појаве некротичних промена. На плодовима се јавља мраморавост или "тиграста" пругавост. Мрке пруге се могу појавити и на стаблу. Симптоми варирају у зависности од услова спољашње средине. Услед промене на плодовима вирус проузрокује значајан губитак у квалитету парадајза, те се заражени плодови сврставају у ниже класе квалитета, што се негативно одражава на економичност производње. Постоји синергизам између пепино мозаик вируса и гљивичног обољења - вертицилиозног увенућа, што доводи до још значајнијих економских губитака.

## Мере сузбијања
Пошто се вирус и болест преноси механичким путем, мере хигијене у производњи представљају основу успешне заштите. Препоручује се уклањање заражених биљака, ограничење улаза у заштићени простор и кретања у њему, дезинфекција руку, одеће и алата. Кутије у које се пакују убрани плодови парадајза се не смеју премештати са заражених у незаражене делове заштићеног простора. Исто то се односи и на цеви и друге делове система за наводњавање. Пре заснивања производње или између циклуса производње, важна је дезинфекција целог заштићеног простора. У Шпанији је утврђено да корови могу представљати безсимптомне домаћине вируса, те је важно њихово уништавање. На већа растојања се вирус може проширити семеном, те је здраво и дезинфиковано семе важан предуслов у превенцији. Ради спречавања интродукције и ширења овог вируса у Републику Србију, Министарство Пољопривреде је донело Наредбу о спровођењу фитосанитарних прегледа ради откривања вируса мозаика пепина, као и о мерама које се предузимају у случају штетног организма (Службени гласник РС, 54, 2011). Посебан надзор у усеву парадајза за овај вирус је предвиђен и Правилником о утврђивању програма мера заштите здравља биља за 2015. годину.